# عبد الملك بن عمر
عبد الملك بن عمر المرواني والي إشبيلية في زمن عبد الرحمن الداخل أمير الأندلس.
ينتمي المرواني لبني أمية فهو عبد الملك بن عمر بن مروان بن الحكم بن أبي العاص بن أمية بن عبد شمس بن عبد مناف بن قصي بن كلاب. بعد سقوط الدولة الأموية في دمشق، ترصّد العباسيون لأمراء بني أمية، وأفنوا منهم من طالتهم يدهم. فرّ عبد الملك بن عمر إلى مصر ببنيه، إلى أن أسس عبد الرحمن الداخل دولته في الأندلس، فهاجر إليها ببنيه سنة 140هـ.
وقد قرّبه عبد الرحمن فولاه إشبيلية وولى ابنه عبد الله مورور، كما استوزر ابنه عبد الله بعد ذلك هو وأخويه إبراهيم والحكم ابني عبد الملك، وزوّج ابنه هشام من كنزة بنت عبد الملك بن عمر. وعبد الملك هذا هو من أشار على عبد الرحمن الداخل بقطع الخطبة للخليفة العباسي عام 139 هـ، وهدده بقتل نفسه إن لم يفعل، فاستجاب له عبد الرحمن.
وقد روى ابن الأبار في كتابه الحلة السيراء في ترجمته لعبد الملك، أنه قتل ولده أمية لعودته منهزمًا في معركة كانت ضد ثائرين على حكم عبد الرحمن الداخل.